# Varuna (božanstvo)
Varuṇa, vedsko božanstvo koje se povezuje s vodom i redom u prirodi (ŗtu). spominje se u Rgvedi i u Puranama. Varuna je božanstvo koje čuva zapadnu stranu svijeta.
Povezuje se s grčkim Uranom.
U nekim dijelovima Indije izgovara se kao Baruna.
U vedskim se himnama često spominje zajedno s Mitrom (Mitra i Varuna).
Sin ršija Kašjape i Aditi, jedan od aditja (oličenja Sunca), postavljen u znak raka (Kark).